# Ledis Balceiro
Ledis Frank Balceiro Pajon est un céiste cubain né en 1975 à Matanzas pratiquant la course en ligne.